# Montserrat García Rius
Montserrat García Rius (Hospitalet de Llobregat, 1950-Hospitalet de Llobregat, 21 de mayo de 2025), fue una escultora española.

## Biografía
Estudió en la Escuela Massana de Barcelona, participando desde 1970 en diversas exposiciones colectivas, y exponiendo por primera vez de forma individual en 1980 en el Museo de Historia de Hospitalet, y en Barcelona en 1984. Trabajó con diversos materiales, como el bronce, el mármol, la madera y el alabastro. En su obra está presente tanto la abstracción como temas figurativos. Ganó los premios Josep Llimona, Ciutat de Martorell y el Premio Città d'Estoccolma 99 de la Academia Gli Estrochi de Florencia.

## Obras
- San Francisco de Asís, Santa Clara, San Bruno y San Bernardo de Claraval, en el Templo Expiatorio de la Sagrada Familia (Barcelona).[2]
- Monumento a Rafael Casanova (Hospitalet).[2]
- Virgen de Montserrat (Hospitalet).
- Monolito al XVII Encuentro de Supervivientes de la Quinta del Biberón (Hospitalet).
- Monumento al Fútbol Club Barcelona (Ceuta).[2]
- Monumento a Ladislao Kubala, en el Camp Nou (Barcelona).[2]

## Galería

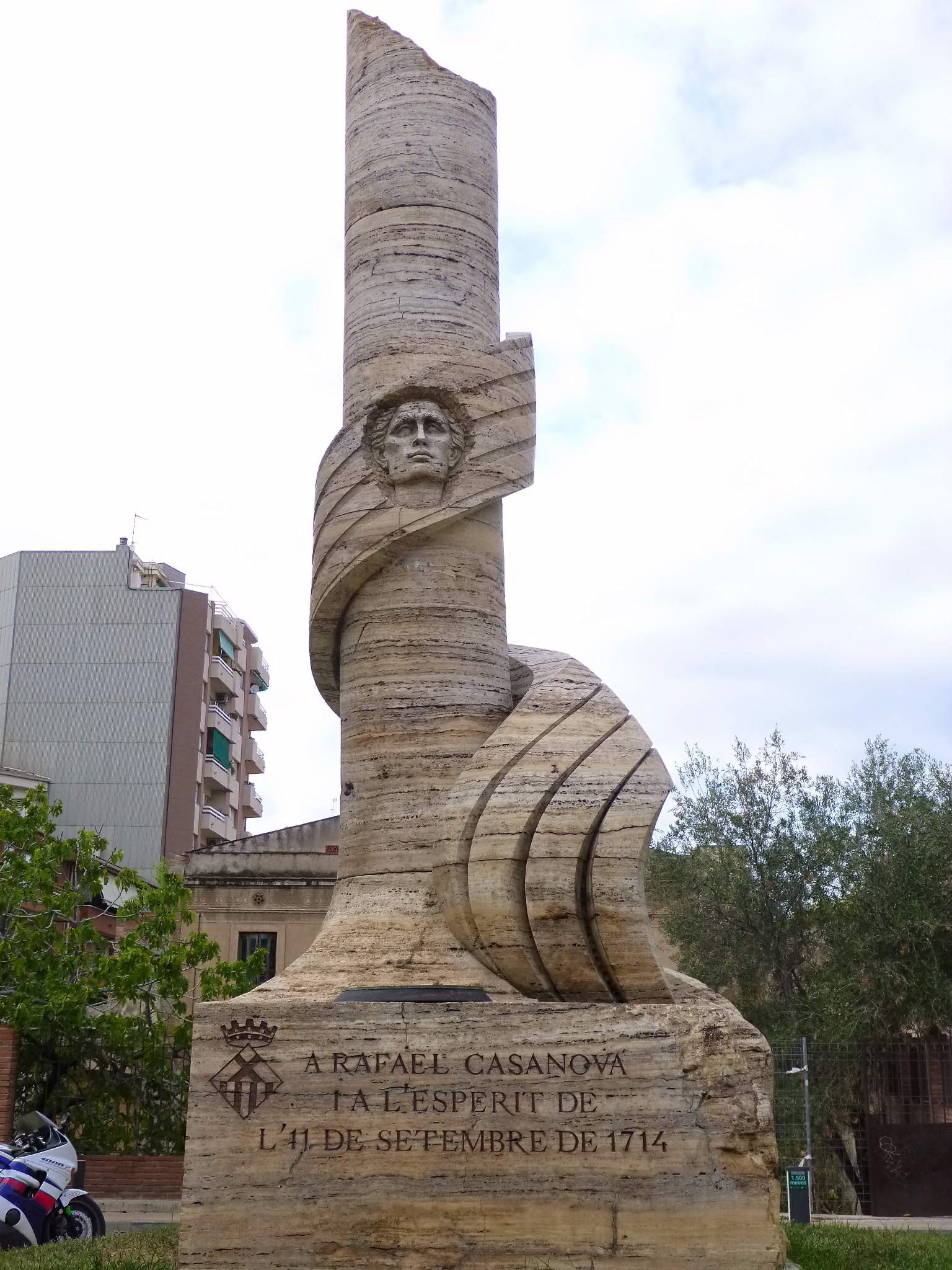
Monumento a Rafael Casanova (Hospitalet).
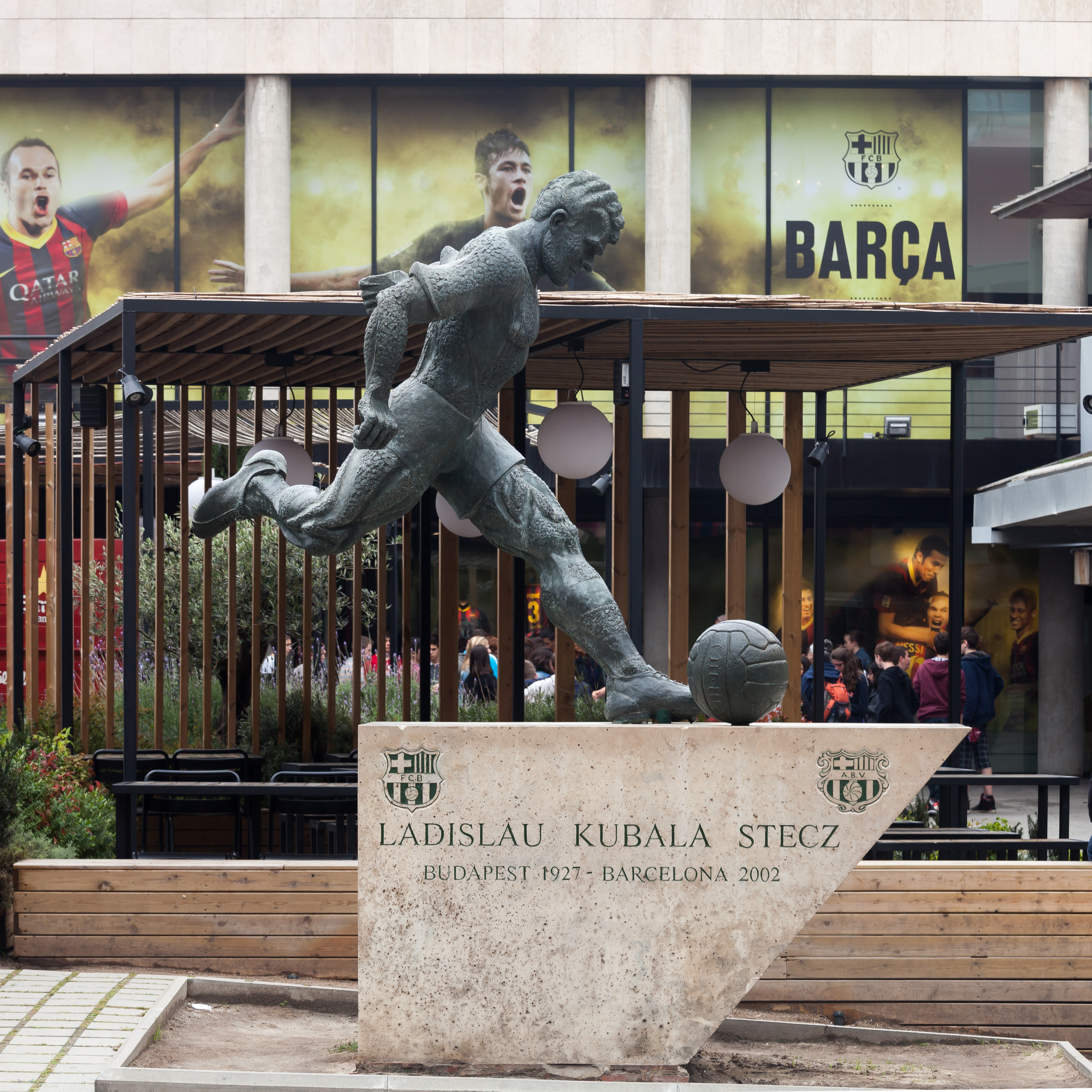
Monumento a Ladislao Kubala (Barcelona).
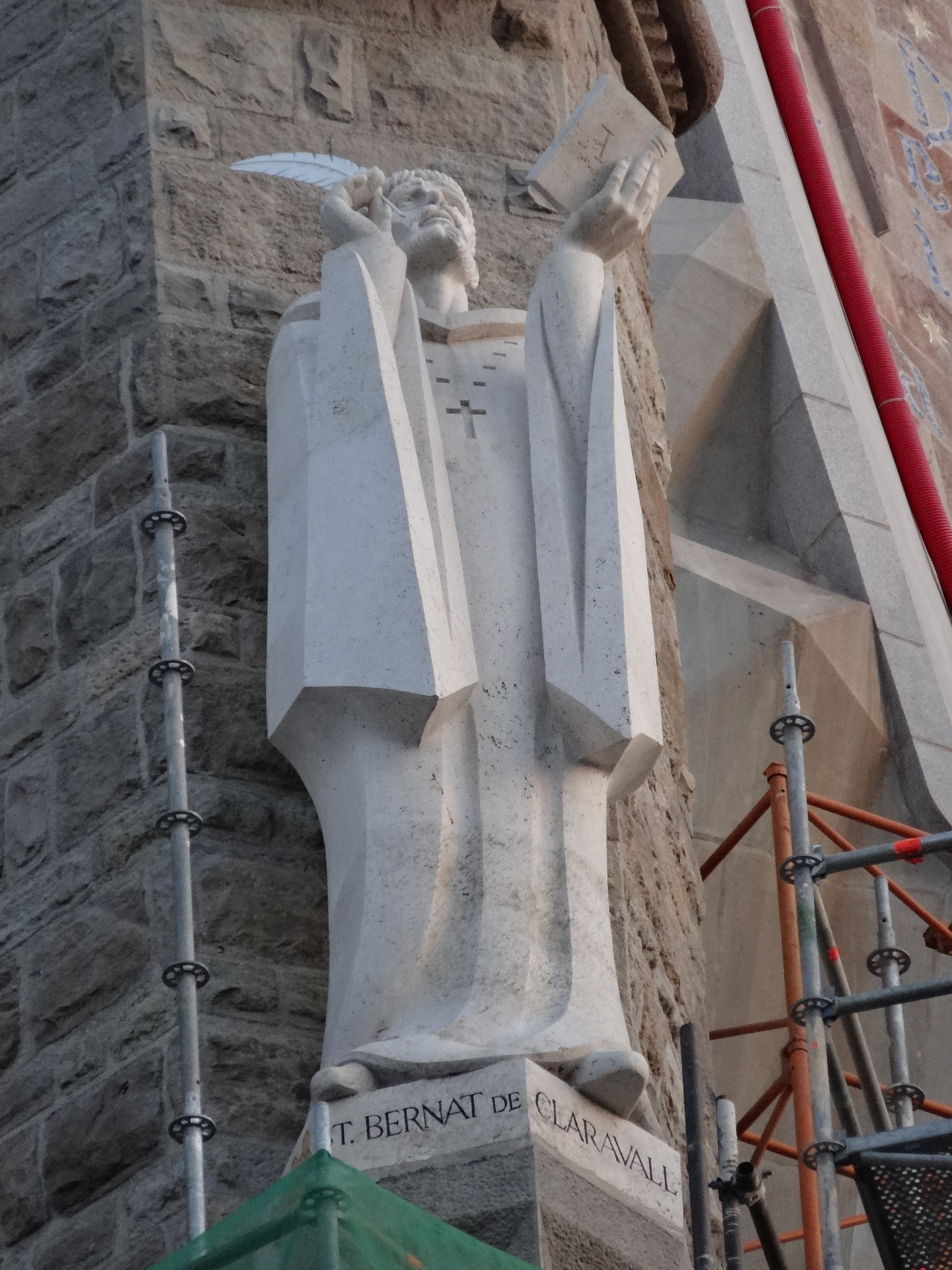
San Bernardo de Claraval (Barcelona).
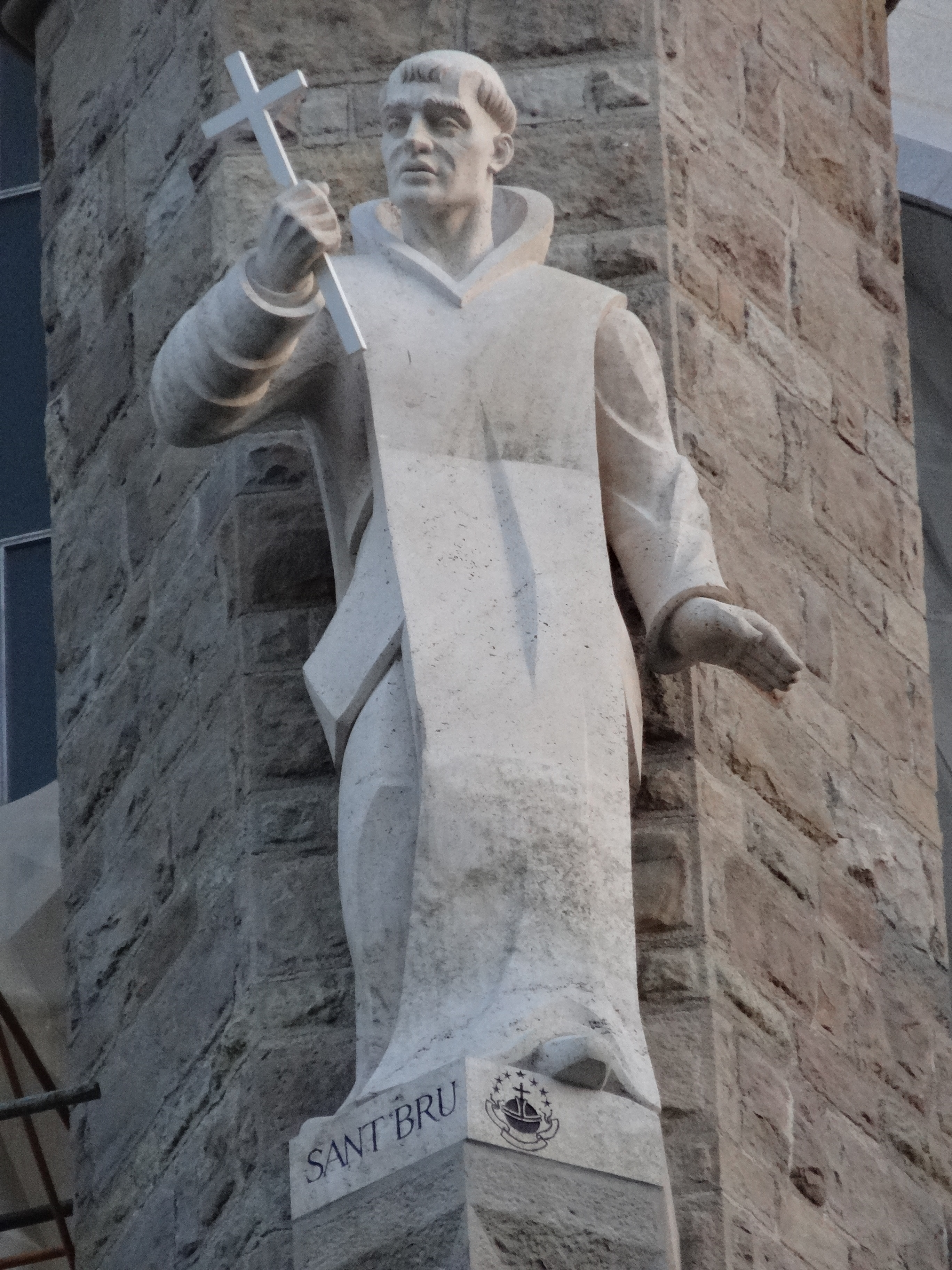
San Bruno (Barcelona).
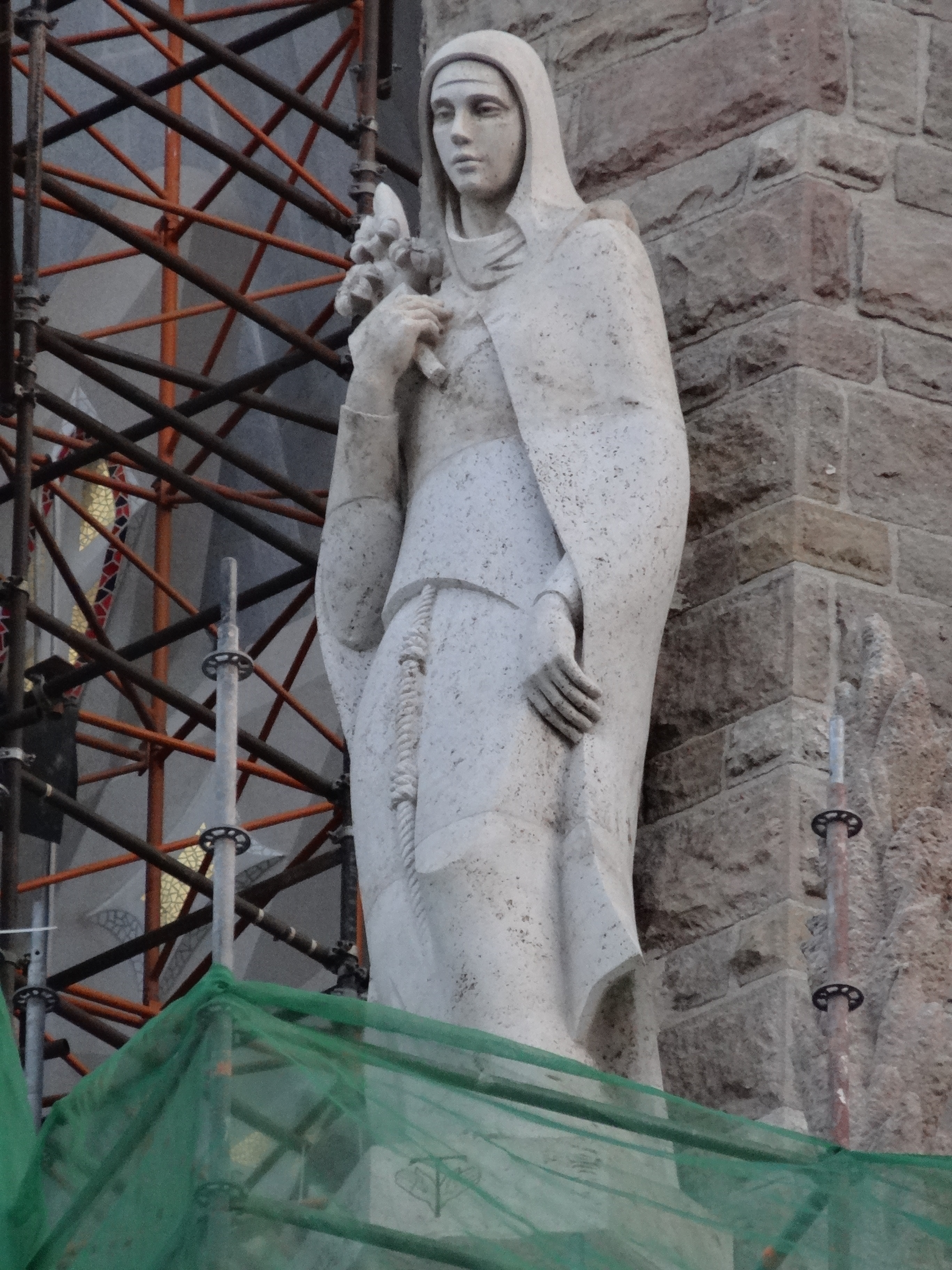
Santa Clara (Barcelona).